# استودهولم هاجسون
استودهولم هاجسون (انگلیسی: Studholme Hodgson؛ ۱۷۰۸ – ۲۰ اکتبر ۱۷۹۸) یک افسر ارتش بریتانیا بود که در قرن هجدهم خدمت کرد. پس از خدمت به عنوان دستیار دوک کامبرلند در نبرد فونتنوی در طول جنگ جانشینی اتریش و در نبرد کالودن در طول شورش جاکوبیت‌ها، او در طول جنگ فرانسه و هند، نماینده ویلیام بارینگتون، وزیر جنگ، شد. او فرماندهی لشکرکشی بریتانیا را که در ژوئن ۱۷۶۱ در طول جنگ هفت ساله، بل ایل را تصرف کرد، بر عهده گرفت و به دولت بریتانیا این امکان را داد که از این جزیره به عنوان یک مهره چانه‌زنی در طول مذاکرات منتهی به پیمان پاریس در سال ۱۷۶۳ استفاده کند.